# Thomas Arnold (1823–1900)
Thomas (eller Tom) Arnold, född 30 november 1823 i Staines i Surrey, död 12 november 1900 i Dublin på Irland, var en brittisk pedagog. Han var son till Rugby-rektorn Thomas Arnold och bror till poeten Matthew Arnold.
Arnold emigrerade 1847 till Nya Zeeland och blev efter någon tid som nybyggare och skollärare 1850 utsedd till inspektör för Tasmaniens skolväsen, en befattning, som han 1856 lämnade, samtidigt med att han övergick till katolicismen. 
Till 1865 verkade han sedan som föreläsare i litteraturhistoria vid Dublins universitet och skrev under tiden där en mycket använd litteraturhistorisk handbok, "Manual of english literature" (1862, 7:e uppl. 1896). År 1865 lämnade han den romersk-katolska kyrkan, men återvände till den 1876. 
Från 1882 till sin död var han professor i engelska språket och engelsk litteratur vid University College i St. Stephen’s Green. Sitt orosfyllda liv skildrade han i Passages of a wandering life (1900). 
Tom Arnold gifte sig med Julia Sorrell och fick tillsammans med henne döttrarna författaren Mary Augusta Ward och Julia Huxley. Genom Julia Huxley är Arnold morfar till Julian Huxley och Aldous Huxley.